# Кафанов, Виталий Витальевич
Вита́лий Вита́льевич Кафа́нов (24 мая 1960, Ашхабад, Туркменская ССР, СССР) — советский, российский, казахстанский и туркменский футболист, вратарь; тренер. Бывший главный тренер клуба «Ростов» и действующий тренер вратарей сборной России.

## Карьера игрока
Воспитанник ашхабадского футбола. Дебютировал в 1982 году за «Колхозчи» Ашхабад. В первенстве СССР играл также за «Сокол» Саратов, «Уралмаш» Свердловск.
Выступал в чемпионате Казахстана за «Кайрат» Алма-Ата, «Елимай» Семипалатинск. В 1992—1993 годах в «Кайрате» его тренером был Курбан Бердыев. В Казахстане стал трёхкратным чемпионом (1992, 1994, 1995), двукратным обладателем Кубка страны (1992, 1995).
В 1998 году играл за «Нису» Ашхабад, которую тренировал Бердыев.
В 1992 году был приглашён в сборную Казахстана, за которую провёл 6 матчей. Также сыграл два матча за Туркменистан.

### Достижения игрока
Кайрат
- Чемпион Казахстана 1992
- Обладатель Кубка Казахстана 1992

 Елимай
- Чемпион Казахстана (2): 1994, 1995
- Обладатель Кубка Казахстана 1995

 Ниса
- Чемпион Туркменистана по футболу 1998/1999
- Обладатель Кубка Туркменистана 1998

## Карьера тренера
С 2000 года работает тренером в России. Вначале находился в тренерском штабе смоленского «Кристалла», в 2001 году после ухода главного тренера Курбана Бердыева возглавлял команду, которая закончила сезон на 10-м месте из 18-ти.
С 2002 года тренировал вратарей в казанском «Рубине». После увольнения в конце 2013 года с поста главного тренера Курбана Бердыева покинул клуб вместе с ним.
В начале 2014 года вошёл в тренерский штаб сборной Казахстана в качестве тренера вратарей.
В декабре 2014 года присоединился к тренерскому штабу Курбана Бердыева, возглавившего «Ростов», также продолжил совмещать работу в сборной Казахстана.
С июня 2017 года по возвращении Бердыева в Казань вновь стал работать тренером по работе с вратарями в «Рубине». 5 марта 2019 года вновь покинул клуб.
6 марта 2019 года заключил соглашение с клубом «Ростов» в должности старшего тренера.
26 июля 2021 года по совместительству вошёл в тренерский штаб сборной России, который возглавил главный тренер «Ростова» Валерий Карпин, в качестве тренера вратарей.
26 октября 2021 года «Ростов» объявил о назначении Кафанова главным тренером команды. При этом фактически руководить командой продолжил старший тренер Заур Тедеев, не обладающий категорией PRO.

### Достижения тренера
Рубин
- Чемпион России (2): 2008, 2009
- Бронзовый призёр чемпионата России (2): 2003, 2010.
- Обладатель Кубка России (1): 2011/2012.

 Ростов
- Серебряный призёр чемпионата России (1): 2015/16.

## Книги
В 2020 году Кафанов выпустил книгу «Без права на ошибку». Это первая в СНГ специализированная футбольная книга, написанная действующим тренером вратарей.
Личная жизнь: В 2025 году выяснилось, что Виталий Кафанов многоженец.